# All Nightmare Long
Singles de Metallica
The Unforgiven III
(27 septembre 2008) Broken, Beat & Scarred
(3 avril 2009)
All Nightmare Long est un single du groupe de thrash metal américain Metallica paru dans l'album Death Magnetic (2008).